# Winn-Dixie
Winn-Dixie Stores, Inc. eller Winn✓Dixie er en amerikansk supermarkedskæde, der er baseret i Jacksonville, Florida. Winn-Dixie har 546 butikker i Louisiana, Mississippi, Alabama, Georgia og Florida. Virksomheden har haft sit nuværende navn siden 1955, men blev etableret i 1925. I 2023 blev de opkøbt af Aldi.